# FIBA Europe Player of the Year Award
Il FIBA Europe Player of the Year Award è stato un premio attribuito ogni anno, dal 2005 al 2014, dalla FIBA Europe al miglior cestista europeo militante sia in Europa che nella NBA.
Il premio veniva attribuito dal voto di tecnici, giornalisti e semplici fan di 25 paesi europei.

## Vincitori
| Anno | Giocatore            | Squadra                                |
| ---- | -------------------- | -------------------------------------- |
| 2005 | Dirk Nowitzki        | Dallas Mavericks                       |
| 2006 | Theodōros Papaloukas | CSKA Mosca                             |
| 2007 | Andrej Kirilenko     | Utah Jazz                              |
| 2008 | Pau Gasol            | Memphis Grizzlies / Los Angeles Lakers |
| 2009 | Pau Gasol (2)        | Los Angeles Lakers                     |
| 2010 | Miloš Teodosić       | Olympiakos                             |
| 2011 | Dirk Nowitzki (2)    | Dallas Mavericks                       |
| 2012 | Andrej Kirilenko (2) | CSKA Mosca / Minnesota Timberwolves    |
| 2013 | Tony Parker          | San Antonio Spurs                      |
| 2014 | Tony Parker (2)      | San Antonio Spurs                      |